# ʻAle
Le ʻale, ou gawwada, est une langue afro-asiatique de la branche des langues couchitiques parlée dans la province de Gamu Gofa, dans le Sud de l'Éthiopie.

## Classification
Le ʻale est une groupe de dialectes du continuum linguistique dullay classé parmi les langues couchitiques orientales.
Le terme « gawwada », ou plus récemment « ʻale », désigne les dialectes dullay parlé à l’est de la rivière Weyt’o par les agriculteurs , et n’inclut pas le ts’amakko parlé à l’est de la rivière Weyt’o par les pasteurs, bien que les dialectes dullay des plaines soient proche de celui-ci. Cependant « gawwada » désigne, au sens restreint, le dialecte de Gawwada.
Pour Amborn, Minker et Sasse, le dialecte gollango est particulièrement proche du gawwada. Le dullay a longtemps été appelé « wérizoïde » et constitue un sous-groupe dans l'ensemble couchitique oriental.

## Écriture
| A a   | AA aa | B b | CH ch | C’ c’ | D d   | E e   | EE ee | F f   | G g   | H h   | Ħ ħ | ʕ   | I i   |
| II ii | J j   | K k | K’ k’ | L l   | M m   | NY ny | O o   | OO oo | P p   | QH qh | R r | S s | SH sh |
| T t   | T’ t’ | U u | UU uu | W w   | HX hx | Y y   | ’     | BH bh | DH dh | Q q   | Z z |     |       |

En 2020, les lettres ʕ, ħ, q sont respectivement remplacées par les lettres q, x et le digramme gh.
| A a   | AA aa | B b   | CH ch | C’ c’ | D d   | E e | EE ee | F f   | G g   | GH gh | H h | I i   | II ii |
| J j   | K k   | K’ k’ | L l   | M m   | NY ny | O o | OO oo | P p   | QH qh | R r   | S s | SH sh | T t   |
| T’ t’ | U u   | UU uu | W w   | X x   | HX hx | Y y | ’     | BH bh | DH dh | Q q   | Z z |       |       |

## Phonologie

### Gollango
Les tableaux montrent la phonologie du gollango: les consonnes et les voyelles.

### Voyelles
|         | Antérieure    | Centrale      | Postérieure   |
| ------- | ------------- | ------------- | ------------- |
| Fermée  | i [i] ii [iː] |               | u [u] uu [uː] |
| Moyenne | e [e] ee [eː] |               | o [o] oo [oː] |
| Ouverte |               | a [a] aa [aː] |               |

### Consonnes
|              |              | Bilabiales | Alvéol. | Dorsales  | Dorsales | Dorsales | Glottales | Pharyng. |
| ------------ | ------------ | ---------- | ------- | --------- | -------- | -------- | --------- | -------- |
| Palatales    | Vélaires     | Bilabiales | Alvéol. | Uvulaires |          |          | Glottales | Pharyng. |
| Occlusives   | Sourde       | p [p]      | t [t]   |           | k [k]    | q [q]    | ʔ [ʔ]     | ʕ [ʕ]    |
| Occlusives   | Éjectives    |            | t’ [t’] |           | k’ [k’]  |          |           |          |
| Occlusives   | Implosives   | ɓ [ɓ]      | ɗ [ɗ]   |           | ɠ [ɠ]    |          |           |          |
| Fricative    | Fricative    | f [f]      | s [s]   | š [ʃ]     |          |          | h [h]     | ɦ [ɦ]    |
| Nasale       | Nasale       | m [m]      | n [n]   | ny [ɲ]    |          |          |           |          |
| roulée       | roulée       |            | r [r]   |           |          |          |           |          |
| liquide      | liquide      |            | l [l]   |           |          |          |           |          |
| Semi-voyelle | Semi-voyelle | w [w]      |         | y [j]     |          |          |           |          |

Le gollango compte aussi des phonèmes marginaux, tels que [c] et [c’], qui se rencontrent surtout dans des emprunts.

## Sources
- Ikkito Poko ʕalena = Ale Alphabet : Trial alphabet chart produced by the participants of the language development workshop held in Arba Minch, 2012, 2012 (lire en ligne)
- (de) Hermann Amborn, Günter Minker et Hans-Jürgen Sasse, Das Dullay: Materialen zu einer ostkuschitischen Sprachgruppe, Cologne, Dietrich Reimer Verlag, coll. « Kölner Beiträge zur Afrikanisitik » (no 6), 1980 (ISBN 3-496-00105-4, DOI 10.5282/ubm/epub.6419, lire en ligne)
- (en) Firew Girma, The Syllable Structure and Syllable Based Morphophonemic Processes in Gawwada: Based on Moraic Model Representations, Addis Ababa University, 2011 (lire en ligne)
- [Kebede & Bekele 2005] (am) ሀረገወይን ከበደ [Hargewein Kebede] et ዮናስ በቀለ [Yonas Bekele], የአሌ ቋንቋ ስርዐተ ድምፅ እና ስርዐተ ፅህፈት (Sound system and Orthography of Ale), በአዲስ አበባ ዩኒቨርሲቲ የኢትዮጵያ ቋንቋዎችና ባህሎች አካዳሚ [ = Addis Ababa University, Academy of Ethiopian Languages and Cultures],‎ 2005 (lire en ligne)
- (ro) Luminița Prisecaru, « Salutări calde din Etiopia », sur Wycliffe România, 27 juillet 2020
- (en) Mauro Tosco, « The grammar of space of Gawwada », dans M. Brenzinger et A.-M. Fehn, Proceedings, 6th World Congress of African Linguistics, Cologne 2009, Cologne, Köppe, 2009 (, academia.edu), p. 523-532
- (en) Mauro Tosco, A grammar of Gawwada, a Cushitic language of south-west Ethiopia, Cologne, Rüdiger Köppe, coll. « Cushitic and Omotic Studies » (no 8), 2021, 396 p. (ISBN 978-3-89645-493-5, présentation en ligne)
- (en) Mauro Tosco, A Gawwada Dictionary : A Cushitic Language of South-West Ethiopia. With an English-Gawwada Glossary, Cologne, Rüdiger Köppe, coll. « Cushitic and Omotic Studies » (no 9), 2022, 203 p. (ISBN 978-3-89645-494-2, présentation en ligne, lire en ligne)
- (en) Yvonne Treis, « Mauro Tosco, A grammar of Gawwada, a Cushitic language of south-west Ethiopia », Linguistique et langues africaines, vol. 9, no 1,‎ 2023 (DOI 10.4000/lla.7081, lire en ligne)
- (en) Hiroshi Yoshino, Preliminary Survey on ‘Alle Verbal System, 2013 (, academia.edu)